# Gymnelema holopercna
Gymnelema holopercna är en fjärilsart som beskrevs av Edward Meyrick 1924. Gymnelema holopercna ingår i släktet Gymnelema och familjen säckspinnare. Inga underarter finns listade i Catalogue of Life.